# Campo Redondo
Campo Redondo är en kommun i Brasilien.   Den ligger i delstaten Rio Grande do Norte, i den östra delen av landet, 1 700 km nordost om huvudstaden Brasília. Antalet invånare är 10 266.
Omgivningarna runt Campo Redondo är huvudsakligen savann. Runt Campo Redondo är det ganska glesbefolkat, med 47 invånare per kvadratkilometer.